# 君子國 (傳說)

圖出自《古今圖書集成·方輿彙編·邊裔典·第四十二卷》

君子國是《淮南子》所記海外三十六國之一，其民稱作君子民，位在東口山附近、奢比之的北方、𧈫𧈫的南方，距離瑯邪三萬里。其人穿衣戴帽，身上配戴著劍，食用野獸，身旁有兩隻花斑虎用於使役。此處的人喜謙讓，不喜爭鬥。除此，在《博物志·外國》、《說文解字》、在《鏡花緣》裡曾出現過中均曾出現過。